# إيريغ نتاهلة
إيريغ نتاهلة هي قرية أمازيغية مغربية وجماعة قروية وسط غربي المغرب. تنتمي إيريغ نتاهلة لإقليم تيزنيت على الساحل الأطلسي. تضم هذه الجماعة القروية 1.992 نسمة (إحصاء رسمي 2004).

## الثقافة
تنظم جماعة إريغ نتهالة مهرجاناً سنوياً يسمى أنموكار نتهالة